# 史迪威博物馆

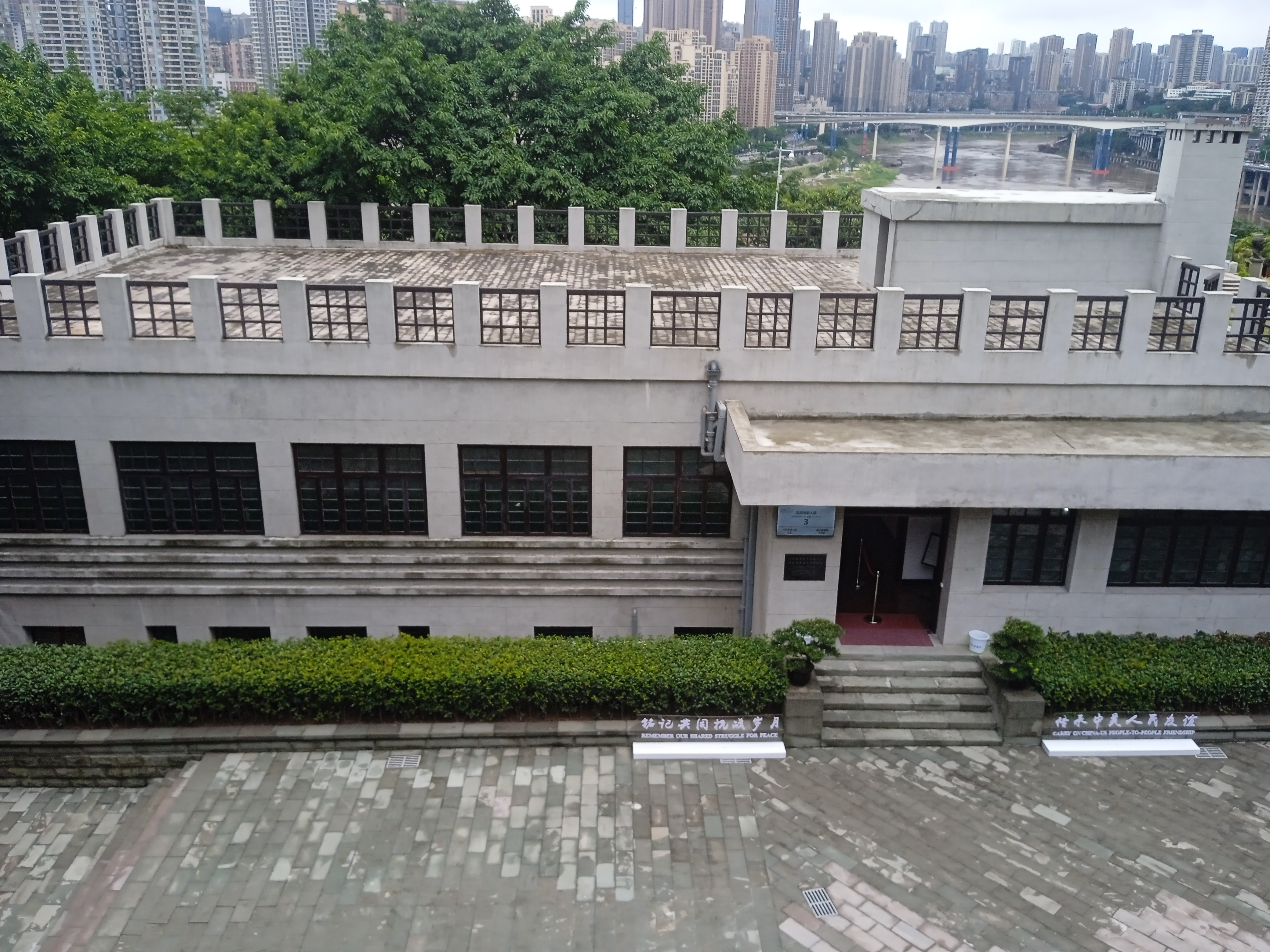
整修后的官邸鸟瞰

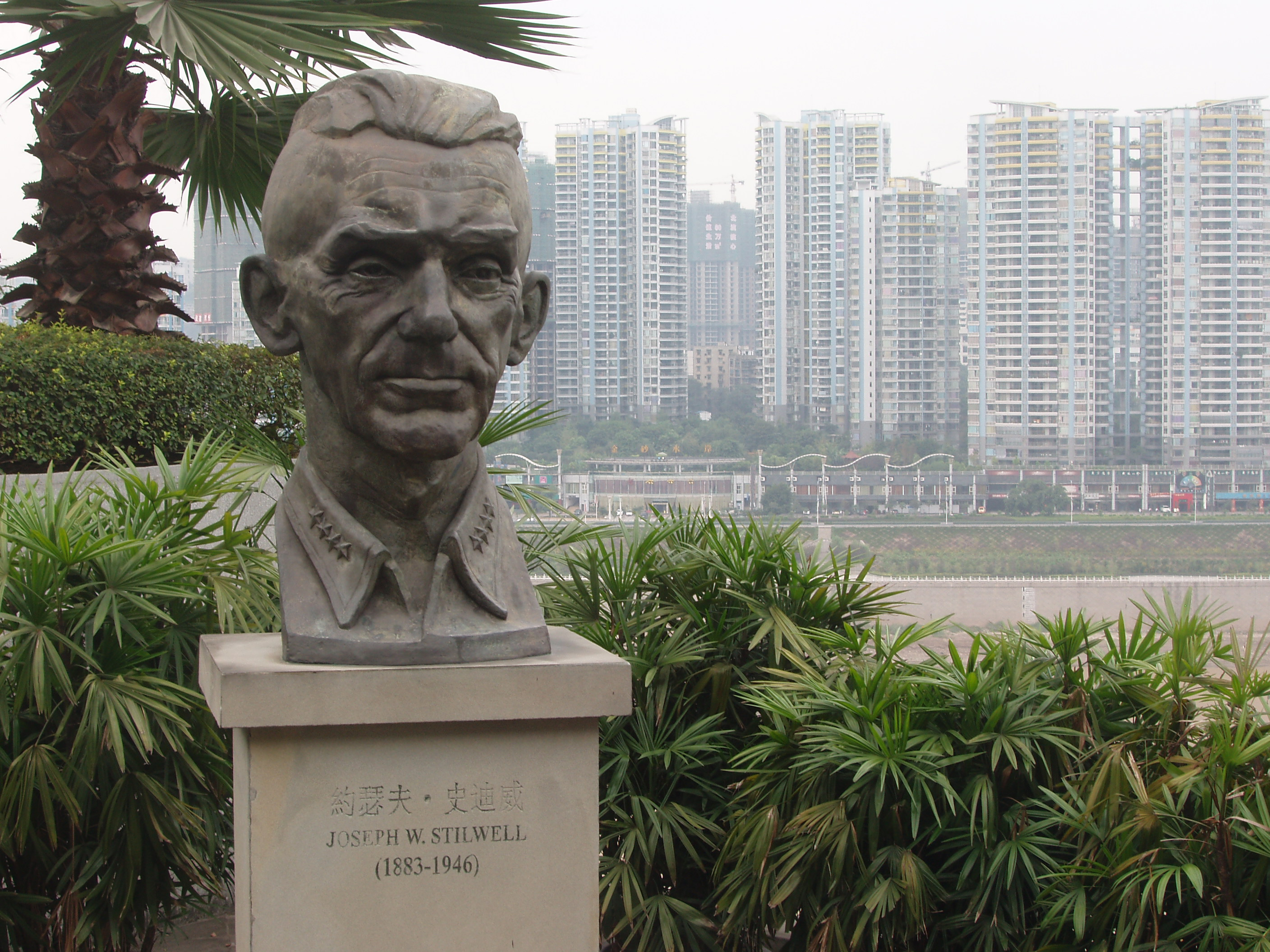
博物馆内约瑟夫·史迪威半身像

史迪威博物馆（重慶史迪威舊居、同盟國中國戰區統帥部參謀長官邸舊址）位于重庆渝中区嘉陵新路63号。

## 历史

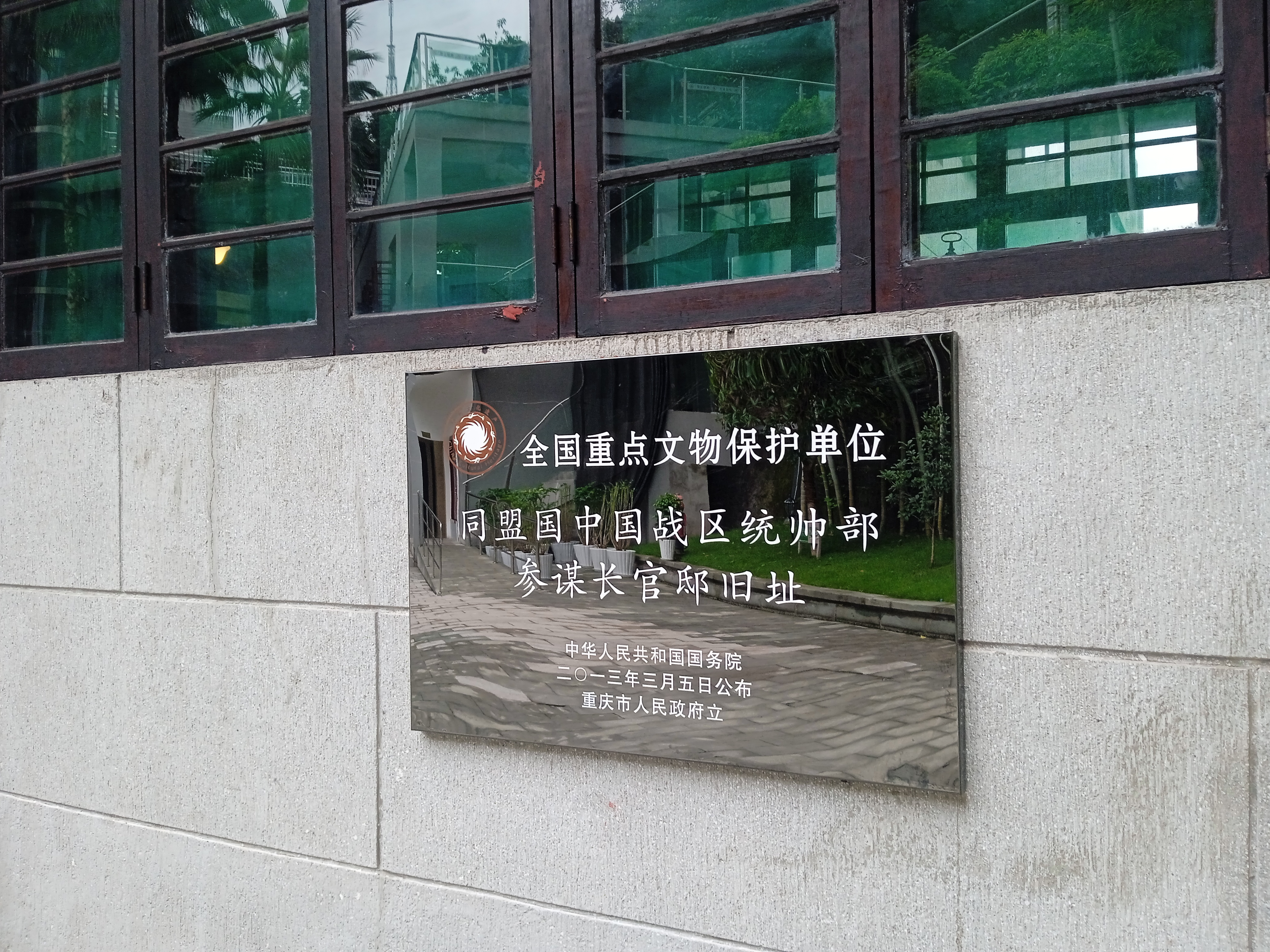
重点文保单位的挂牌

博物馆成立于1991年。早期为宋子文在重庆的行馆，1942年到1944年间，为史迪威将军故居。美国陆军中将约瑟夫·史迪威在渝担任盟军中国战区总参谋长、美军中缅印战区总司令、美国援华租借物资监督等职。史迪威博物馆是重庆重要的陪都遗迹。 
1992年3月19日列為重慶市第二批市級文物保護單位。2000年9月7日列為第一批重慶市文物保護單位。2013年3月5日公佈為第七批全國重點文物保護單位。
史迪威博物馆于2003年重新整修，历时9个月，其占地面7.2亩。史迪威将军的卧室、办公室、副官室、大小会议室和地下室等都恢复如初。史迪威将军昔日的生活用品、手稿、军装等100多件物品也已陈列在馆中。